# Les Moles (Tivissa)
Les Moles és una muntanya de 498 metres que es troba al municipi de Tivissa, a la comarca catalana de la Ribera d'Ebre.